# Grand Haven
Grand Haven is een plaats (city) in de Amerikaanse staat Michigan, en valt bestuurlijk gezien onder Ottawa County. Grand Haven ligt aan de oostkust van Lake Michigan bij de monding van de Grand River, waar is het naar vernoemd.

## Demografie
Bij de volkstelling in 2000 werd het aantal inwoners vastgesteld op 11.168.
In 2006 is het aantal inwoners door het United States Census Bureau geschat op 10.573, een daling van 595 (-5.3%).

## Geografie
Volgens het United States Census Bureau beslaat de plaats een oppervlakte van
19,1 km², waarvan 15,0 km² land en 4,1 km² water. Grand Haven ligt op ongeveer 187 m boven zeeniveau.

## Geschiedenis
De Potawatomi en Ottawa volken woonden in het gebied voor eeuwen en gebruikte de rivier als handelsroute naar het binnenland van Michigan.
Grand Haven vindt zijn Euro-Amerikaan oprichting door Franse kolonisten in de 17e eeuw. Een handelspost voor pelzen heette Gabagouache (spreek uit: Gaba-go-Wa-chay) werd voor het eerst opgericht door Madeline La Framboise en haar man Joseph.
Na de Oorlog van 1812, werd het gebied meer door Amerikanen gewoond. De eerste permanente woning was een Presbyteriaans priester, William Montague Ferry, wie de eerste kerk in 1834 opgebouwde. De pionier Rix Robinson gaf de stad zijn naam in 1835. Sheldon Leerlooierij werd opgericht in 1838 om leer te maken van pelzen en koeienhuid. Later werd Sheldon Leerlooierij Eagle Ottawa Leather Co, die in 2007 kondigde aan dat het de leerlooierij in Grand Haven dicht zou maken. De tweede kerk was in 1850 georganiseerd. William Ferry opgericht de eerste bank van de nederzetting in 1851 in de Ferry & Son gebouw op Harbor Drive. Hij maakte ook een school, Ferry Elementary, die nog steeds actief is.
In het midden van de 19e eeuw ontwikkeld Grand Haven als een houtkap, houtmolen, en scheepvaart stad die ook bekend als een scheepsbouw centrum. De stad had de Grand Trunk Spoorweg dat langs de bank van de rivier met een halte bij een treindepot op de kruising van Washington Ave en Harbor Drive. De treindepot werd aangepast voor een tijd als geschiedenis museum aangepast en dan een winkelcentrum voor meerdere doeleinden in 2020. De Story and Clark Piano Company maakte pianos in de stad van 1900 tot 1984. De schoorsteen van de piano fabrikant werd in de Zuidelijke Great Lakes Derecho van 1998 ingestort.
Door het feit dat scheepvaart en waterhandel was zo'n economisch belang voor de stad, de eerst vuurtoren in 1839 was op het strand gebouwd. In het heden zitten twee vuurtorens op de zuidelijk pier zitten. De vuurtoren verder van het strand was in 1875 gebouwd en de binnenste licht was in 1905 gemaakte. Ze zijn verbonden door een verlichte catwalk die langs de pier naar het strand loopt.
George 'Baby Face' Nelson en Homer Van Meter, wie werden beruchte misdadigers in de jaren 30, hun eerste overval in 1933 bij de People's Savings Bank in Grand Haven pleegden.

## Plaatsen in de nabije omgeving
De onderstaande figuur toont nabijgelegen plaatsen in een straal van 16 km rond Grand Haven.